# Tunchang
Tunchang (chiń. 屯昌县; pinyin: Túnchāng Xiàn) – powiat w Chinach, w prowincji Hajnan. W 1999 roku liczył 250 059 mieszkańców.